# Jean-Joseph Cassanéa de Mondonville
Jean-Joseph Cassanéa de Mondonville (getauft 25. Dezember 1711 in Narbonne; † 8. Oktober 1772 in Belleville bei Paris) war ein französischer Violinist und Komponist.

## Leben

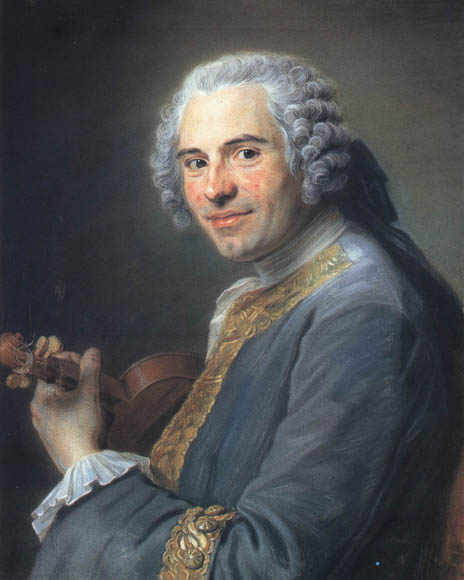
Jean-Joseph Cassanéa de Mondonville, Gemälde von Maurice Quentin de La Tour

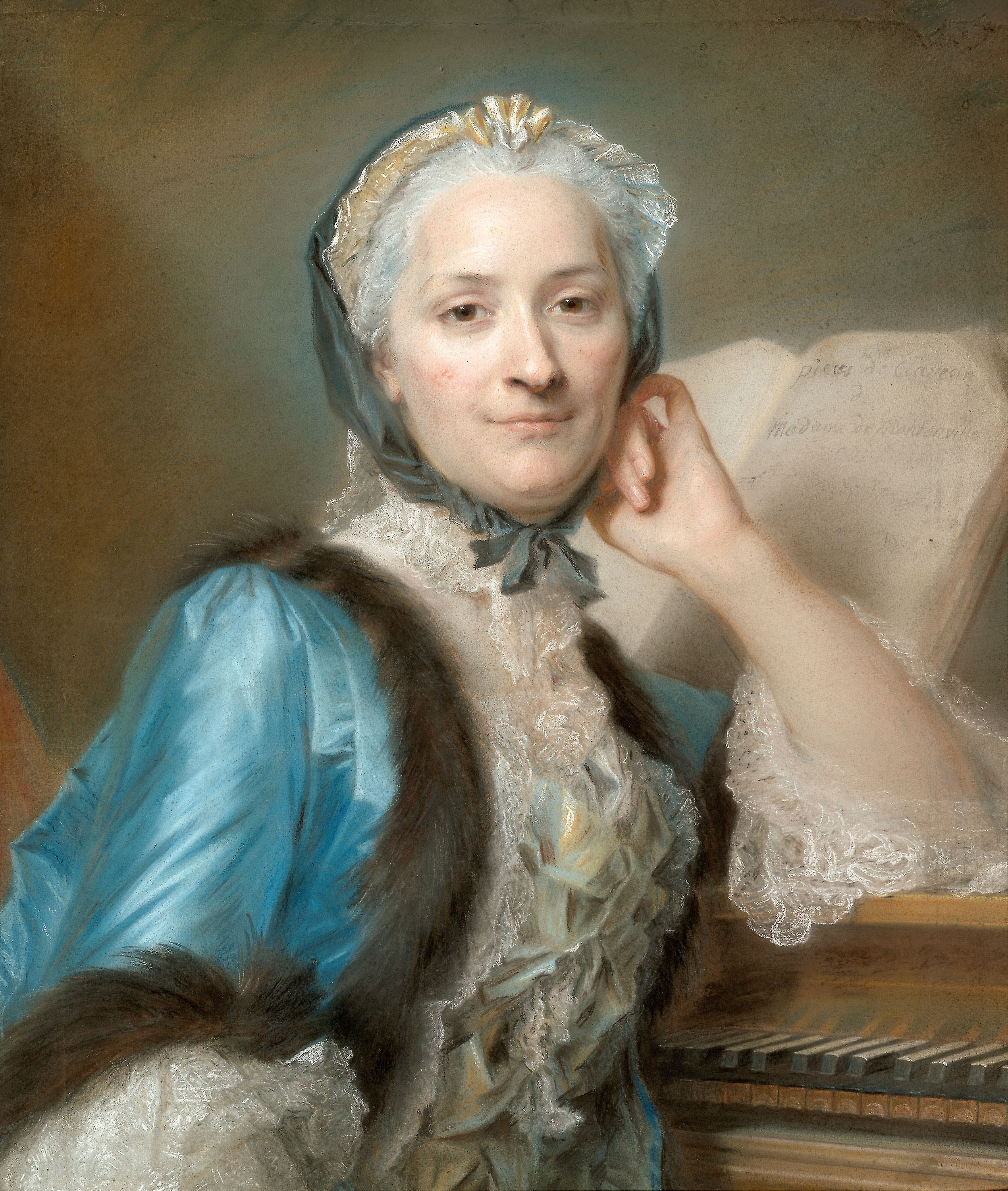
Anne-Jeanne Cassanéa de Mondonville, née Boucon

Der junge Mondonville erhielt ersten Musikunterricht von seinem Vater, der als Musiker an der Kathedrale Saint Just in Narbonne und ab 1719 im Orchester der Académie de Musique in Bordeaux tätig war. Die väterliche Ausbildung muss sehr umfassend gewesen sein, denn bei seiner Ankunft in Paris 1733 war er bereits ein erfahrener Komponist und Violinvirtuose. Im selben Jahr wurden die Violinsonaten op. 1 veröffentlicht. Mondonville lebte für kurze Zeit im nordfranzösischen Lille; dort wird er als Konzertmeister bei den „Concerts de Lille“ erwähnt. 1734 hatte er seinen ersten Auftritt beim Concert spirituel. 1739 erhielt er in Paris die Stelle des königlichen Konzertmeisters und Kammerviolinisten. Er komponierte rund 100 Konzerte. 1740 wurde er nach André Campra „sous-maître“ und 1744 Intendant der königlichen Hofkapelle, in Nachfolge von Charles-Hubert Gervais. Für die im Rahmen der Tätigkeit für die königliche Kapelle  komponierten Vokalwerke erhielt de Mondonville keine Druckerlaubnis, er kündigte diese Stellung 1758 auf. 1747 heiratete er die Cembalistin Anne-Jeanne Boucon, der Jean-Philippe Rameau eines seiner Pièces de concert gewidmet hatte. In seinem Historisch-Biographischen Lexikon der Tonkünstler schreibt Ernst Ludwig Gerber, „… sie übte außerdem die Komposition und Malerey aus‘“.
Im selben Jahr begannen auch die Aufführungen seiner Opern, sein erstes erfolgreiches Bühnenwerk, Bacchus et Erigone, komponierte er im Auftrag der Marquise de Pompadour, die auch die Titelrolle übernahm. Auf Anregung der Marquise entstand 1753 sein erfolgreichstes Bühnenwerk Titon et l’Aurore, mit der im Buffonistenstreit Partei für den französischen Stil ergriffen werden sollte.
Mondonville machte sich besonders einen Namen mit den „Grands Motets“ (doppelchörige Motetten), denen Komponisten anderer Nationen nichts Vergleichbares entgegenzusetzen hatten, so seine Zeitgenossen. Von 1755 bis 1762 hatte er gemeinsam mit Gabriel Capperan (1700–1788) die Leitung des Concert spirituel, einer Organisation, die er erfolgreich und mit eiserner Hand führte. Seine aktive Zeit als Musiker deckt sich mit der Regierungszeit von Louis XV.
Von besonderer gattungsgeschichtlicher Bedeutung sind seine Violinsonaten op. 3, in denen das Verhältnis zwischen Violine und Klavier sich gegenüber der barocken Tradition des Primats der Violine nahezu umkehrt. Die Violine ist über weite Strecken Begleitinstrument. Seine Sonates pour clavecin voix ou violon op. 5 eröffnen die Möglichkeit, den Cembalopart von einer Gesangsstimme und einer Violine begleiten zu lassen.
Seine letzten Lebensjahre waren nicht vom gleichen Erfolg gekrönt wie der Beginn seiner Laufbahn. Nach Streitigkeiten mit dem Bischof von Rennes fiel er in Ungnade. Eines seiner letzten Werke war das 1771 aufgeführte „Heldenballet“ Les projets de l’Amour, das er für die Hochzeit des Comte de Provence, des späteren Königs Ludwig XVIII.,  mit Maria Josepha von Savoyen komponierte.
Der größte Teil seiner Vokalwerke ist verschollen. Die Sammlungen des Pariser Konservatoriums besitzen noch einige Handschriften.

## Werke (Auswahl)
- Sonates pour le violon et la basse continue op. 1 (1733)
- 6 Triosonaten op. 2 (1734) (Sonates en Trio pour deux Violons avec la basse continue, Dédiées à Monsieur le Marquis de la Bourdonnaye, gravées par Le Duc)
- Pièces de clavecin en sonates op. 3 Für Cembalo und Violine (Lille 1736) Dieselben Werke erschienen 15 Jahre später in Paris als Orchesterbearbeitung unter dem Titel Six Sonates en symphonies
- Im Vorwort seiner Sonaten op. 4 erscheinen erste schriftliche Anleitungen zum Flageoletspiel, Les sons harmoniques (Paris und Lille, 1738)
- Pièces de Clavecin avec voix et violon op. 5 (1748)
- Opern:
  - Isbe (1742)
  - Bacchus et Erigone (1747)
  - Le carnaval du Parnasse (Paris, 1749)
  - Venus et Adonis (1752)
  - Titon et l’Aurore (Paris, 1753), zu Lebzeiten das erfolgreichste Werk
  - Daphnis et Alcimadure (1754)
  - Les fêtes de Paphos (1758), wurde ein Misserfolg
  - Thésée (1765)
- 17 „Grands Motets“ (bis auf die neun Nachfolgenden alle verschollen)
  - Dominus regnavit decorum (Psalm 92) (1734)
  - Jubilate Deo (Psalm 99) (1734)
  - Magnus Dominus (Psalm 47) (1734)
  - Cantate domino (Psalm 149) (1743)
  - Venite exultemus Domino (Psalm 94) (1743)
  - Nisi Dominus aedficavit (Psalm 126) (1743)
  - De profundis (Psalm 129) (1748)
  - Coeli enarrant gloria (Psalm 18) (1750)
  - In exitu Israel (Psalm 113) (1753)